# Zhang Xin
Zhang Xin (chiń. 張欣, ur. 4 sierpnia 1985 w Anshan) – chińska narciarka dowolna, specjalizująca się w skokach akrobatycznych, wicemistrzyni olimpijska.
Największy sukces w karierze osiągnęła w 2018 roku, kiedy na igrzyskach olimpijskich w Pjongczangu zajęła trzecie miejsce. Rozdzieliła tam na podium Białorusinkę Hannę Huśkową i swą rodaczkę Kong Fanyu. W 2014 roku wystartowała na igrzyskach olimpijskich w Soczi, gdzie zajęła 13. lokatę. Na rozgrywanych rok wcześniej mistrzostwach świata w Voss była dwunasta. Najlepsze wyniki w Pucharze Świata osiągnęła w sezonie 2013/2014, kiedy to zajęła szóste miejsce w klasyfikacji generalnej, a w klasyfikacji skoków akrobatycznych była druga.

## Osiągnięcia

### Igrzyska olimpijskie
| Miejsce | Dzień     | Rok  | Miejscowość | Konkurencja        | Zwyciężczyni  |
| ------- | --------- | ---- | ----------- | ------------------ | ------------- |
| 13.     | 14 lutego | 2014 | Soczi       | Skoki akrobatyczne | Ałła Cuper    |
| 2.      | 16 lutego | 2018 | Pjongczang  | Skoki akrobatyczne | Hanna Huśkowa |

### Mistrzostwa świata
| Miejsce | Dzień    | Rok  | Miejscowość   | Konkurencja        | Zwyciężczyni    |
| ------- | -------- | ---- | ------------- | ------------------ | --------------- |
| 12.     | 7 marca  | 2013 | Voss          | Skoki akrobatyczne | Xu Mengtao      |
| 6.      | 10 marca | 2017 | Sierra Nevada | Skoki akrobatyczne | Ashley Caldwell |

### Puchar Świata

#### Miejsca w klasyfikacji generalnej
- sezon 2003/2004: 89.
- sezon 2004/2005: 87.
- sezon 2005/2006: 68.
- sezon 2006/2007: 17.
- sezon 2007/2008: 36.
- sezon 2008/2009: 35.
- sezon 2009/2010: 13.
- sezon 2010/2011: 16.
- sezon 2011/2012: 25.
- sezon 2012/2013: 21.
- sezon 2013/2014: 6.
- sezon 2015/2016: 24.
- sezon 2016/2017: 84.
- sezon 2017/2018: 144.

#### Zwycięstwa w zawodach
1. Beidahu – 17 grudnia 2010 (skoki akrobatyczne)
2. Beidahu – 11 lutego 2012 (skoki akrobatyczne)
3. Pekin – 21 grudnia 2013 (skoki akrobatyczne)
4. Deer Valley – 5 lutego 2016 (skoki akrobatyczne)

#### Pozostałe miejsca na podium w zawodach
1. Changchun – 18 grudnia 2005 (skoki akrobatyczne) – 2. miejsce
2. Beidahu – 9 grudnia 2006 (skoki akrobatyczne) – 2. miejsce
3. Moskwa – 1 marca 2008 (skoki akrobatyczne) – 3. miejsce
4. Changchun – 20 grudnia 2009 (skoki akrobatyczne) – 3. miejsce
5. Lake Placid – 22 stycznia 2010 (skoki akrobatyczne) – 3. miejsce
6. Moskwa – 12 lutego 2011 (skoki akrobatyczne) – 3. miejsce
7. Raubicze – 25 lutego 2012 (skoki akrobatyczne) – 3. miejsce
8. Voss – 17 lutego 2012 (skoki akrobatyczne) – 3. miejsce
9. Deer Valley – 1 lutego 2013 (skoki akrobatyczne) – 3. miejsce
10. Deer Valley – 10 stycznia 2014 (skoki akrobatyczne) – 2. miejsce
11. Saint-Côme – 14 stycznia 2014 (skoki akrobatyczne) – 3. miejsce
12. Lake Placid – 18 stycznia 2014 (skoki akrobatyczne) – 3. miejsce
13. Pekin – 19 grudnia 2015 (skoki akrobatyczne) – 2. miejsce

- W sumie (4 zwycięstwa, 4 drugie i 9 trzecich miejsc).